# You Right
Singles par Doja Cat
Dick (en)
(2021) Need to Know
(2021)
Singles par The Weeknd
Save Your Tears
(2021) Better Believe
(2021)
You Right est une chanson de Doja Cat featuring The Weeknd. Elle est sortie le 25 juin 2021 comme deuxième single extrait de l'album Planet Her.

## Classements hebdomadaires
| Classement (2021)                           | Meilleure position |
| ------------------------------------------- | ------------------ |
| Allemagne (GfK Entertainment)               | 54                 |
| Australie (ARIA)                            | 11                 |
| Australie (ARIA Hip-Hop/R&B)                | 4                  |
| Autriche (Ö3 Austria Top 40)                | 53                 |
| Canada (Hot 100)                            | 10                 |
| Canada (All-Format)                         | 43                 |
| Canada (CHR/Top 40)                         | 14                 |
| Canada (Digital Songs)                      | 34                 |
| Canada (Hot AC)                             | 40                 |
| Communauté des États indépendants (Tophit)  | 641                |
| Croatie (HRT)                               | 71                 |
| États-Unis (Hot 100)                        | 11                 |
| États-Unis (Adult Pop Songs)                | 35                 |
| États-Unis (Dance/Mix Show Airplay)         | 18                 |
| États-Unis (Digital Songs)                  | 10                 |
| États-Unis (Mainstream R&B/Hip-Hop Airplay) | 21                 |
| États-Unis (Pop Airplay)                    | 6                  |
| États-Unis (R&B Songs)                      | 1                  |
| États-Unis (R&B/Hip-Hop Airplay)            | 28                 |
| États-Unis (R&B/Hip-Hop Songs)              | 2                  |
| États-Unis (Radio Songs)                    | 9                  |
| États-Unis (Rhythmic Songs)                 | 1                  |
| États-Unis (Streaming Songs)                | 4                  |
| France (SNEP)                               | 120                |
| Global 200                                  | 12                 |
| Global Excl. U.S.                           | 17                 |
| Grèce (IFPI Greece)                         | 15                 |
| Inde (IMI (en))                             | 12                 |
| Irlande (IRMA)                              | 11                 |
| Lituanie (Agata)                            | 15                 |
| Mexique (Mexico Airplay)                    | 45                 |
| Norvège (VG-lista)                          | 30                 |
| Nouvelle-Zélande (RMNZ)                     | 6                  |
| Pays-Bas (Single Top 100)                   | 59                 |
| Portugal (AFP)                              | 26                 |
| Royaume-Uni (UK Singles Chart)              | 9                  |
| Singapour (RIAS (en))                       | 12                 |
| Slovaquie (IFPI Singles Digitál)            | 47                 |
| Suède (Sverigetopplistan)                   | 53                 |
| Suisse (Schweizer Hitparade)                | 38                 |